# メルコスール議会
メルコスール議会（メルコスールぎかい、英語: Mercosur Parliament, スペイン語: Parlamento del Mercosur, ポルトガル語: Parlamento do Mercosul）は、メルコスール（南米南部共同市場）の立法府（国際議会）。

## 概要
2004年12月17日、ブラジルミナス・ジェライス州オウロ・プレットで開催された第27回総会において、議会議員会議（CPC）に関する計画を策定し、2005年12月9日、アルゼンチン、ブラジル、パラグアイ、ウルグアイの大統領がメルコスール議会議定書に署名した。
2006年中に第1回議会を開催する予定であったが延期され、2007年5月7日に開催された。 2008年6月、モンテビデオにあるメルコスール本部において第1回各国の中央議会議長会議を開催した。
第1回メルコスール議会の議員は、加盟国の議会から指名された国会議員の中から選出された。
2008年のパラグアイ総選挙でメルコスール議員の直接選出が実施された。ブラジルの2010年総選挙で、アルゼンチンの2011年総選挙で直接選出を検討したが実施を見送られた。

## 加盟国
- アルゼンチン
- ブラジル
- パラグアイ
- シント・マールテン
- ウルグアイ
- ベネズエラ